# Faïence de Creil-Montereau
La faïence de Creil-Montereau est une production céramique provenant des communes de Montereau, dans le département de Seine-et-Marne, et de Creil, dans l'Oise.
Fondée en 1797, la manufacture de Creil, citée par Gustave Flaubert dans L'Éducation sentimentale, se développe surtout au XIXe siècle. Après la fusion avec la faïencerie de Montereau, la production est estampillée Creil et Montereau.

## Historique

### La manufacture de faïence fine de Montereau
Après l'installation de Jean Rognon, premier faïencier de la ville (de 1720 à 1740), la manufacture de faïence fine de Montereau est fondée en 1749 à l'est du quartier Saint-Nicolas par Étienne François Mazois (1719-1762)[réf. incomplète], avec l'objectif de concurrencer les célèbres faïences anglaises dites Queens' ware. Il est l'initiateur en 1760 de la manufacture La Royale  à Nevers et est propriétaire de celle de Montereau de 1755 à 1762, date de son décès. Ses parents tiennent un magasin de faïencerie, quai de la Tournelle.

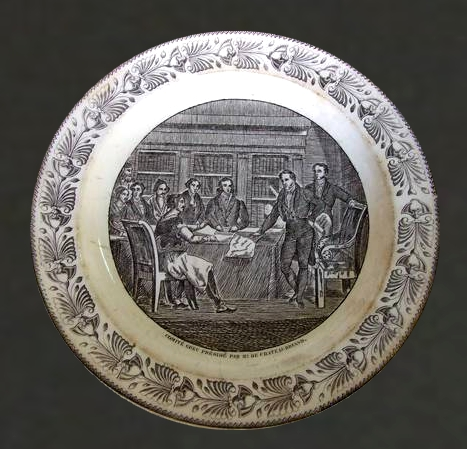
Assiette en faïence fine de Montereau d'une série sur la guerre d'indépendance grecque.
Décor imprimé en grisaille, vers 1830.

Reprise en 1774 par des Anglais (Clark, Shaw et Cie) puis par les Hall et Merlin-Hall. Entre 1796 et 1805, la manufacture est reprise par un autre Anglais très entreprenant, Christophe Potter (1751-1817). Cet ancien membre du Parlement britannique est parmi les pionniers de la mise en œuvre en France du décor imprimé sur faïence fine et porcelaine. Cette innovation permet à la faïence de Montereau de passer du stade artisanal à celui d'une proto-industrie. Entre 1805 et 1815, afin de s'éloigner du conflit l'ayant opposé à son ancien gérant Merlin-Hall, Potter s'établit dans la tuilerie voisine de Cannes-Écluse.[réf. nécessaire]
Après le retrait de Christophe Potter, les manufactures de Saint-Nicolas et des Récollets s'étendent considérablement grâce au couple Merlin-Hall, avant d'être acquises en 1819, à un prix assez exorbitant, par le propriétaire de la manufacture concurrente de Creil.[réf. nécessaire]
Lorsque Saint-Cricq-Cazaux meurt en 1840, la faïencerie de Creil est reprise par Louis Leboeuf et Gratiens Millet, déjà propriétaires de l'usine de Montereau depuis 1825.
Finalement associée à celle de Creil de 1840 à 1895, puis à celle de Choisy en 1920, elle ferme ses portes en 1955.[réf. nécessaire]

### La manufacture de faïence fine (et de porcelaine) de Creil
Cette manufacture est fondée une première fois le 7 prairial An V (26 mai 1797) par un cristallier parisien, Robert Bray O'Reilly. Elle ne dure qu'un peu plus d'une année. Le développement de cet établissement est durablement lancé à partir de 1801. En 1840 elle emploie 900 ouvriers. Elle ferme ses portes en 1895.[réf. nécessaire]

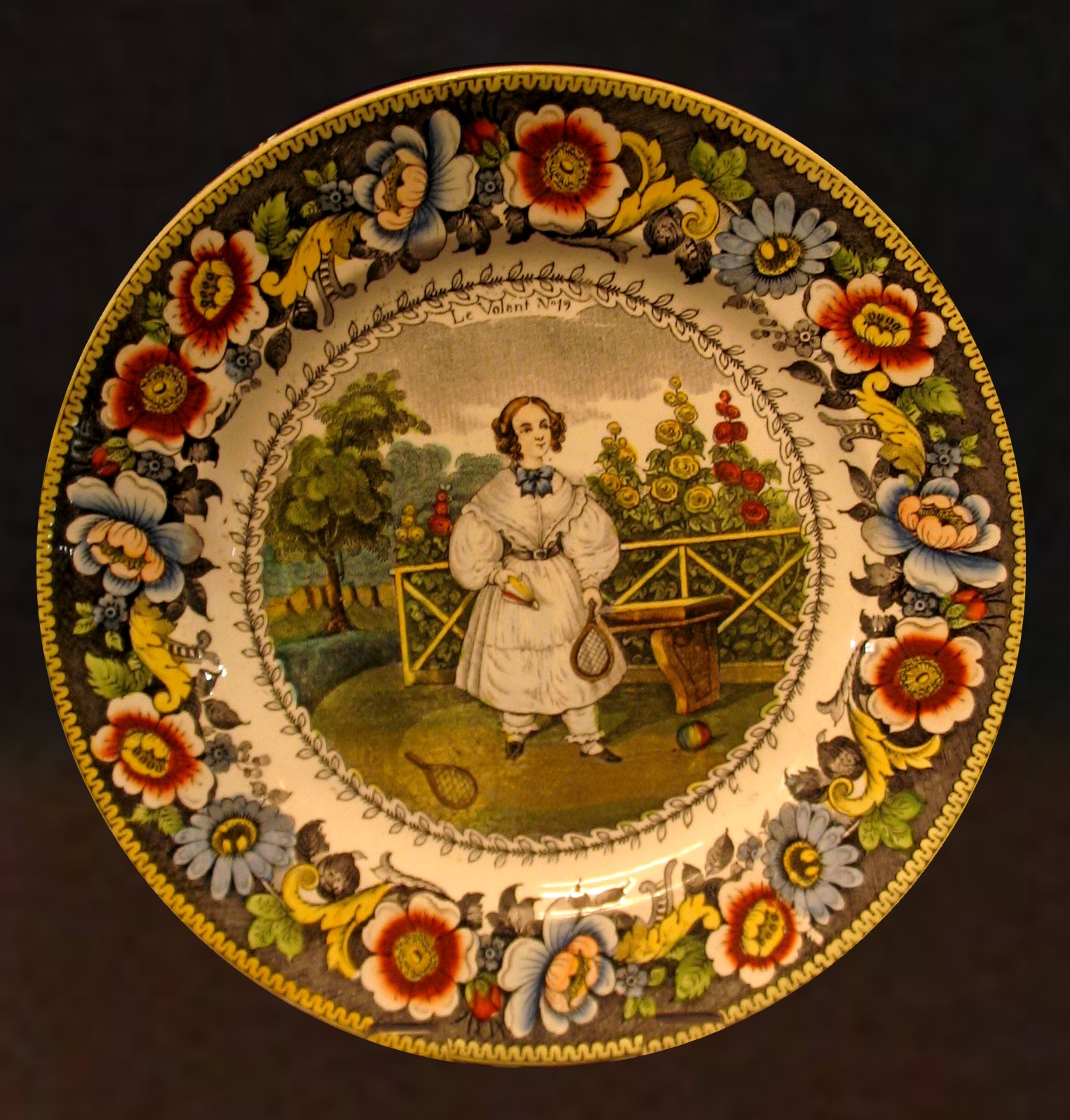
Assiette en faïence fine à décor imprimé et peint sous glaçure, faïence de Creil, 1827-1840, musée Gallé-Juillet de Creil.

Plusieurs directeurs et propriétaires marquent cette manufacture de leur empreinte :
- Jacques Bagnall (né en Angleterre à Burslem en 1762, natif de la même région que Josiah Wedgwood). Arrivé en France en 1784, il travaille comme modeleur à la fabrique de "grès anglais" de Douai. Il dirige ensuite la manufacture de porcelaine de Chantilly pour le compte de Christophe Potter, avant de prendre la tête de la manufacture de Creil à partir de 1802.
Devenu directeur artistique, il crée des pièces superbes, copiant parfois les styles Wedgwood et Anglais à la mode à l'époque. Les pièces du service en « grès noir » exposées à la maison de la faïence de Creil en sont un bon exemple, comme certaines soupières ou le cratère sur fond jaune qui a pris la place du bleu typique du modèle anglais. Jacques Bagnall meurt à Creil en 1825[n 2].[réf. nécessaire]
- Charles Gaspard Alexandre Saint-Cricq Casaux est propriétaire et actionnaire principal (à partir de 1811) de la manufacture. Il la fusionne avec la manufacture de Montereau, qu'il acquiert en 1819.[réf. nécessaire]
- Louis Martin Lebeuf (1792-1854) : Lebeuf et Thibault travaillent de 1825 à 1833 à Montereau. À la mort de son associé, Lebeuf reste seul de 1833 à 1840 avant de reprendre la manufacture de Creil. Lebeuf et Jean Baptiste Gratien Milliet (1797-1875) en deviennent les propriétaires en 1841 ; les anglais Georges Vernon père et fils, sont directeur et sous-directeur jusqu'en 1849 : ils introduisent la porcelaine tendre anglaise à Creil.[réf. nécessaire]
- Henry Félix Anatole Barluet (né en 1802 à l'Aigle, dans l'Orne) succède aux Vernon. Il est de la famille Lebeuf par sa mère. Louis Lebeuf est directeur de la manufacture de Montereau ainsi que son fils, Adrien Lebeuf de Montgermont, également maire de Montereau. M. Barluet[Lequel ?] permet la construction de la cité Saint-Médard pour loger une partie de ses ouvriers. Il est maire de Creil jusqu'à sa mort. Sous sa direction, l'iconographie et les services sont renouvelés.[réf. nécessaire]

La manufacture est le premier employeur de la ville de Creil pendant des décennies. En 1866, le recensement de population cite 503 personnes domiciliées à Creil et qui y travaillent, sur une population totale de 4 539 Creillois. Dans le détail, il y a 349 ouvriers, 129 ouvrières, 12 ingénieurs, employés et directeur, et 3 domestiques. Une cité ouvrière appelée Saint-Médard est construite à partir de 1866 pour loger ces ouvriers et une politique paternaliste est mise en place.

### Le groupe Creil et Montereau
Le groupe est créé en 1840 par le rapprochement des deux manufactures de Creil et de Montereau. La société devient les Faïenceries de Creil et Montereau sous la raison sociale Lebeuf, Milliet et Cie (L.M et Cie), jusqu'en 1876.[réf. nécessaire]
La deuxième moitié du XIXe siècle est une période d'expansion et de succès pour la manufacture, avec de nombreux prix et médailles.
En 1895, la fermeture du site de Creil, à la suite d'un incendie, marque le début du déclin avec des créations qui cessent de se renouveler. La production est alors concentrée à Montereau.[réf. nécessaire]
En 1920, le groupe Creil-Montereau est repris par la manufacture de Choisy-le-Roi, propriété d'Hippolyte Boulenger. Les produits sont alors marqués du sigle HBCM (Hippolyte Boulenger Creil Montereau). La faïencerie de Montereau ferme définitivement en 1955.[réf. nécessaire]

## Caractères stylistiques

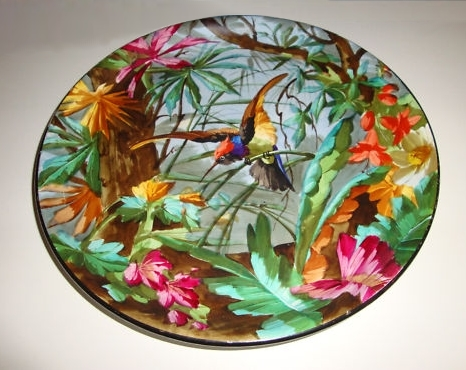
Plat en faïence à décor d'oiseaux.

Creil exploite les recettes mises au point par Josiah Wedgwood en 1769. Apportées par les ouvriers formés en Angleterre, ou par des chercheurs comme Boudon de Saint-Amans, les techniques du mélange de silex calciné et broyé avec la pâte de faïence traditionnelle donnent une faïence plus fine appelée dorénavant « faïence anglaise ». Creil imite à la perfection les productions de Wedgwood. La faïence dure ou feldspathique, également connue sous l'appellation « porcelaine opaque » ou « demi-porcelaine », résulte quant à elle de l'adjonction de feldspath et de kaolin.[réf. nécessaire]
Les manufactures de Creil et de Montereau doivent cependant leur succès au procédé de décor imprimé par transfert, apparu au milieu du XVIIIe siècle. Utilisant des encres vitrifiables contenant des oxydes métalliques, cette méthode permet de reproduire, par transfert sur un papier spécial, les détails et la finesse d'une planche de cuivre gravée vers un objet en faïence. Ce procédé fait entrer la céramique dans l'époque industrielle, un artisan pouvant imprimer 200 à 250 assiettes par jour.[réf. nécessaire]

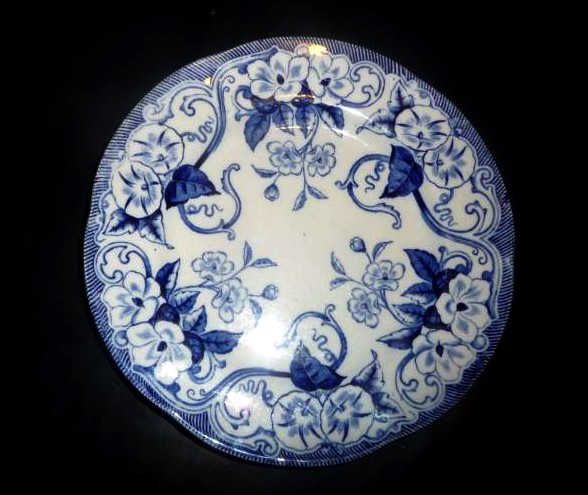
Assiette en faïence fine de Creil Montereau, décor Flora « au liseron », fin XIXe siècle.

Les sujets regroupent toute l'imagerie d'un XIXe siècle technique, industriel, politique et social : la mythologie, la littérature, les beaux-arts et les scènes de genre. Les motifs transférés pouvaient être laissés naturels (effet de grisaille) ; recouverts d'un émaillage coloré translucide, ce qui donne des modèles à fond vert ou jaune ; ou bien peints à la main sur le motif transféré pour obtenir des scènes colorées.[réf. nécessaire]
Le décor Flora est l'un des grands succès commerciaux de la manufacture de Creil dans la deuxième moitié du XIXe siècle. Composé de fleurs et feuilles de liseron imprimées en bleu sous couverte, ce décor est présenté à l'Exposition universelle de 1855 à Paris. Les services au motif Flora, imprimés en bleu sur fond blanc, présentent plusieurs versions : au liseron, au muguet, au houx, à la rose et à l'aubépine.[réf. nécessaire]
En 1997, la Ville de Montereau, sous l'impulsion de son maire Yves Jégo, invite les faïenciers à s'installer en ville pour relancer la fabrication de cette faïence. Philippe Audurier, faïencier diplômé, relève le défi et ouvre ses ateliers sur les hauteurs de Monterau-Fault-Yonne (Surville).
Partant de rien, il recrée les modèles et les moules permettant la fabrication d'une faïence telle qu'elle aurait été si l'ancienne usine avait subsisté. Du modèle au produit fini, toutes les étapes sont réalisées à la main. S'inspirant des décors anciens en les adaptant à la technique du « fait main » et aux goûts de l'acheteur moderne, la production dure quatorze ans et six mois. Ses faïences sont exportées vers tous les continents et particulièrement aux États-Unis. Mais la seconde guerre contre l'Irak, refusée par la France, met un terme aux exportations (nombres de manufactures françaises ont été gravement touchées par ce conflit).
Bien qu'encouragé par la ville, le public boude cette production, à l'exception de connaisseurs trop peu nombreux pour faire vivre cette activité. En août 2010, l'atelier ferme ses portes et confie au musée les moules et modèles, ce dernier ayant racheté une partie de l'appareil de production pour créer un atelier témoin au sein du musée.[réf. nécessaire]

## Musées et collections de faïence de Creil-Montereau
- Montereau : en 1985, un musée spécialisé est ouvert dans l'ancien hôtel des postes de Montereau. Il présente une sélection de 400 pièces illustrant l'évolution des formes et des décors au fil du temps.
- Creil : Le musée Gallé-Juillet de Creil, labellisé musée de France. Auguste et Berthe Gallé, sans descendance à la suite du décès aux combats de leur fils unique Maurice lors de la Grande Guerre, font don en 1930 de leur maison et de toute ce qu'elle contient à la municipalité pour en faire un musée, sous condition d'en conserver l'aspect. Les salles du musée conservent donc la décoration et l'ameublement d'une maison bourgeoise du XIXe siècle. Le musée présente une importante collection de faïence de Creil et de Creil-Montereau.
Cette maison a initialement été habitée par l'anglais Jacques Bagnall, directeur de la faïencerie de Creil.[réf. nécessaire]